# Valdo Filho
Valdo Cândido de Oliveira Filho (Siderópolis, 1964. január 12. –) brazil válogatott labdarúgó.
A brazil válogatott tagjaként részt vett az 1986-os és as 1990-es világbajnokságon.

## Statisztika
| Brazil válogatott | Brazil válogatott | Brazil válogatott |
| Időszak           | Mérk.             | gól               |
| ----------------- | ----------------- | ----------------- |
| 1987              | 11                | 4                 |
| 1988              | 6                 | 0                 |
| 1989              | 17                | 0                 |
| 1990              | 7                 | 0                 |
| 1991              | 0                 | 0                 |
| 1992              | 2                 | 0                 |
| 1993              | 2                 | 0                 |
| Összesen          | 45                | 4                 |